# Jean Dewasne
Jean Dewasne, né le 21 mai 1921 à Hellemmes-Lille et mort le 24 juillet 1999 à Paris, est un peintre, lithographe et sculpteur français, généralement considéré comme l'un des maîtres de l'abstraction constructive.

## Biographie
Il étudie le violon dès l’âge de six ans, un peintre professeur de son lycée lui révèle l’art, révélation confirmée lors de la visite de l'Exposition spécialisée de 1937.
Après des études classiques et musicales très poussées, Jean Dewasne s’inscrit à l’École des Beaux-Arts de Paris où il fréquente, pendant deux ans, les ateliers d’architecture avant de se tourner vers la peinture.
Sa première exposition a lieu en 1941 à la galerie l’Esquisse, il réalise sa première œuvre abstraite en 1943.
Il milite alors pour l’abstraction avec Hartung, de Staël, Poliakoff, Arp, etc.
En 1945, année où il participe au comité fondateur du Salon des réalités nouvelles, il reçoit le prix Kandinsky décerné pour la première fois. Il expose pour la première fois sa peinture abstraite à la galerie René Drouin en 1946.
Jean Dewasne démissionne en 1949 du salon des Réalités Nouvelles.

« Le dit salon a été créé pour défendre l’art abstrait mais non pour défendre des conceptions idéalistes ou spiritualistes contre des conceptions matérialistes, ni des théories esthétiques comme celle de l’art pour l’art à l’exclusion de tout autre ; et réciproquement d’ailleurs. Je ne puis accepter cette réduction de ma liberté de pensée au sein de notre association ainsi que celle d’autres membres de la société. Puisque le comité a l’air fermement décidé dans cette voie, je vous fait parvenir par la présente lettre ma démission de membre du comité des Réalités Nouvelles. »

— Jean Dewasne, Archives des Réalités Nouvelles, 1949, pièce 28
Il devient un artiste phare de la galerie Denise René (1945-1956) et voyage pour diffuser son art. Après 1956, il expose chez Daniel Cordier.
Il fonde en 1950 avec Edgard Pillet l'Atelier d'art abstrait à Paris.dans lequel viennent étudier notamment des artistes américains encouragés par des bourses offertes par l'état fédéral.
En 1951, il innove en utilisant l’isorel pour réaliser L’apothéose de Marat et en utilisant une peinture industrielle, des laques glycérophtaliques en pot. Il crée aussi ses premières Antisculptures, avec des pièces de carrosserie d'automobiles ou de moto qu'il peint en couleurs vives.
Il donne de nombreuses conférences en France comme à l'étranger où il participe à des expositions internationales.
Sa première rétrospective a lieu à la Kunsthalle de Berne en 1966. La même année, il intègre la sérigraphie à son art.
Depuis, il est notamment remarqué pour ses réalisations monumentales. Il est également membre de l'Oupeinpo.
En 1991, il est élu membre de l’Académie des beaux-arts (ABAF) au fauteuil de Hans Hartung. À la suite de son décès, Yves Millecamps le remplace à ce fauteuil de l'ABAF après 2001.

## Œuvre

### Œuvres non monumentales
- 1948 : Joie de vivre, première peinture murale.
- 1951 : L'apothéose de Marat, 250 × 166,70 cm, conservé au Centre Georges Pompidou.

### Œuvres monumentales
- 1967 : stade de glace de Grenoble (60 m de long et 3 m de haut), la Longue Marche (100 m de long et 2 m de haut), Europe-Match (peinture de 18 m de long) et Grenoble 70 (1 200 m2) en 1970.
- 1971 : Environnement Mythia (1971).
- 1972 : Habitacle Rouge (œuvre tridimensionnelle de 10 × 5 × 4 m).
- 1973 :
  - Hall d’entrée de la télévision danoise.
  - Stella à Ciudad Bolivar (Venezuela)
- 1975 :
  - 4 œuvres murales de 10 m de long pour Renault.
  - 2 œuvres de 110 m de long pour le Métro léger de Hanovre (Allemagne).

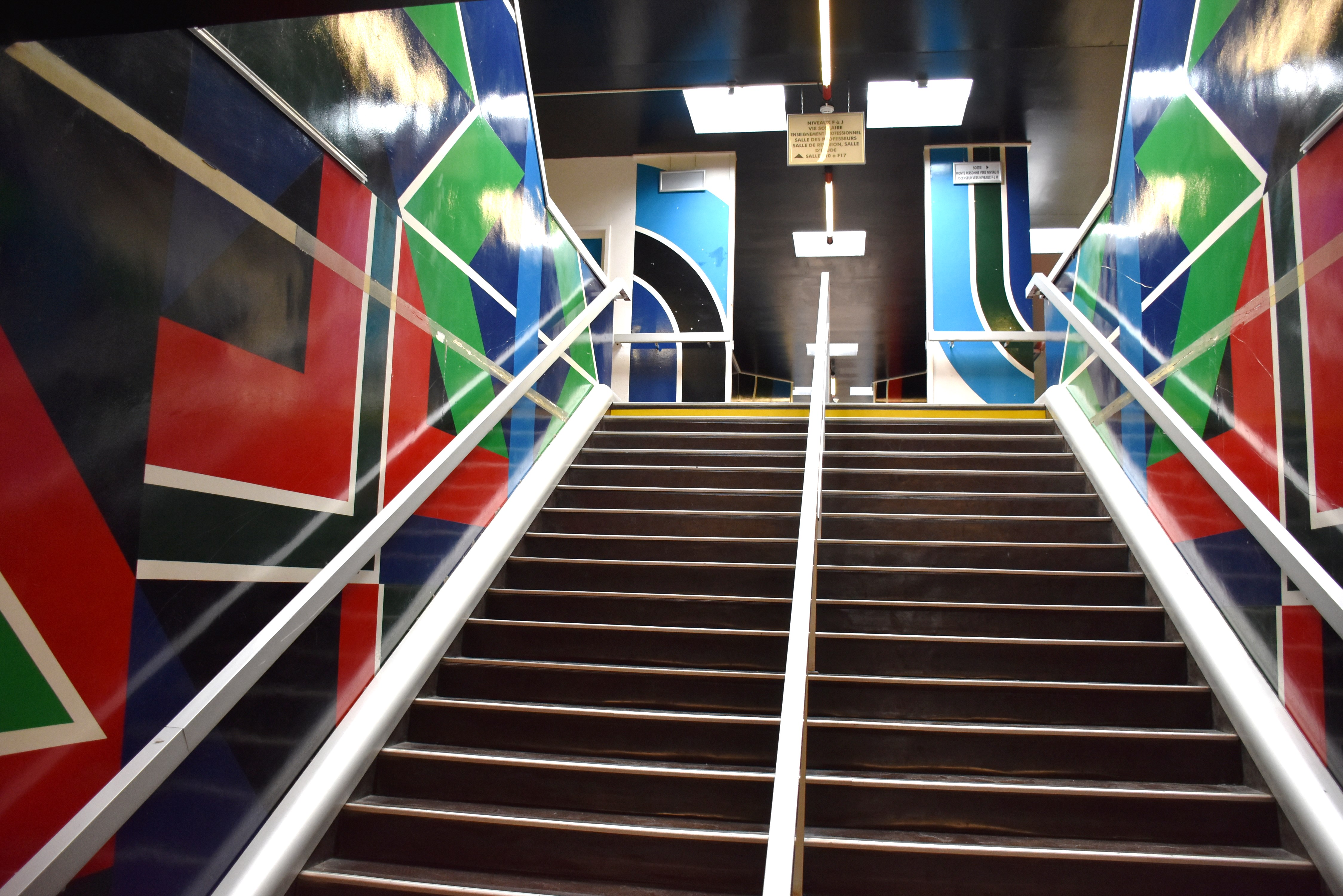
La murale du Lycée Jean Vigo de Millau (Aveyron)

- La murale du Lycée Jean Vigo de Millau (Aveyron)1977 : Murale de 580 m2 pour le Lycée de Millau (Aveyron)
- 1979-1980 : Peinture tridimensionnelle dans une usine au Danemark (7 km de tubes et 20 réservoirs dont deux de 30 m de haut)
- 1989 : Murales de l'Arche de la Défense.

### Catalogue
- 1955 : La Toison d'or, collection de la Communauté française de Belgique[2].

### Publications
- Traité d'une peinture plane, et autres écrits (1949), Jean Dewasne, textes recueillis et présentés par Gérard Denizeau, Éditions Minerve, 2007
- Les Forces plastiques, Bibliothèque Oupeinpienne, Éditions Au Crayon qui tue, Paris.
- « Je suis le point de fuite. » La bataille de San Romano vue par un des lapins, Bibliothèque Oupeinpienne, Éditions Au Crayon qui tue, Paris.

### Expositions et rétrospectives
- Musée d'Art Moderne de Paris 2023
- Art Paris 2023
- « Sport et culture aux Jeux de 1968 : l’œuvre de Jean Dewasne »[3], exposition du 14 juillet au 20 octobre 2024 au musée de l'Armée

### Conservation
- Belgique
  - Musées royaux des Beaux-Arts de Belgique, Bruxelles
- Danemark
  - Musée d'Art moderne Louisiana, Copenhague
  - Statens Museum for Kunst, Copenhague
- États-Unis
  - Museum of Modern Art, ( MOMA ) New-York
- France
  - Musée national d'Art moderne, centre Pompidou, Paris
  - Musée d'Art moderne de Paris,
  - Musée d'Art Contemporain du Val-de-Marne, (MAC-VAL) Vitry-sur-Seine
  - Musée Matisse du Cateau-Cambrésis, Le Cateau-Cambrésis
- Hongrie
  - Musée des Beaux-Arts de Budapest
- Pays-Bas
  - Stedelijk Museum Amsterdam

## Iconographie
En 1982, le peintre Herman Braun-Vega réalise un portrait de Jean Dewasne dans lequel il fait dialoguer l'artiste et son œuvre. En 1996, ce portrait est exposé à la Maison de la Culture de Bourges accompagné d'une œuvre de Jean Dewasne pour souligner ce dialogue.